# Živnostenská banka

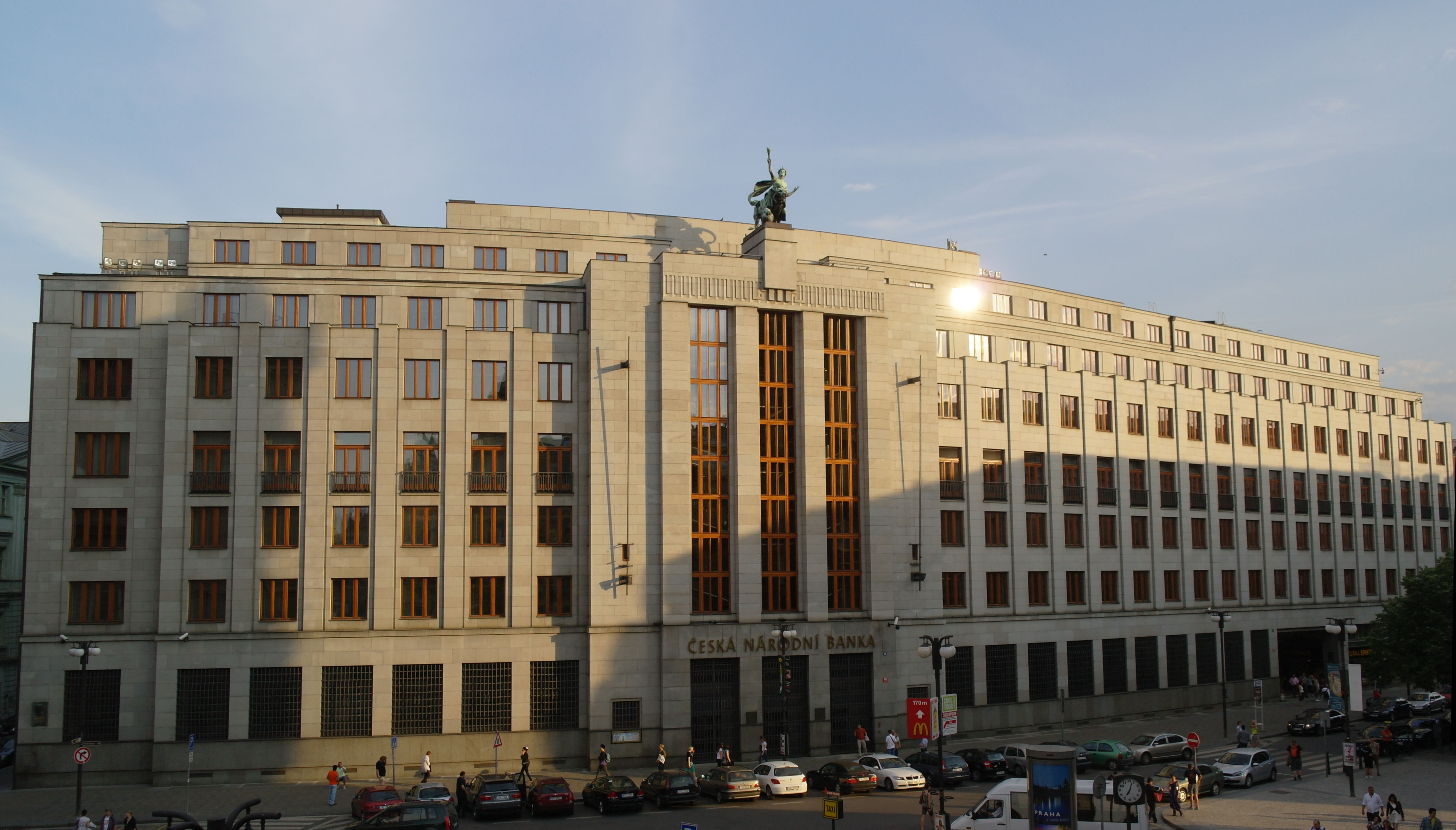
Das zwischen 1935 und 1941 erbaute Hauptquartier der Živnostenská banka im Zentrum von Prag, heute Sitz der Tschechischen Nationalbank (2011)

Die Živnostenská banka (deutsch: Gewerbebank oder Handelsbank), auch Živnobanka, Akronym ŽB, im deutschsprachigen Raum meist Zivnobank genannt, war ein 1868 gegründetes tschechisches Kreditinstitut mit Sitz in Prag. In der ersten Tschechoslowakischen Republik übernahm sie als halbstaatliches Unternehmen die Funktion einer Schlüssel- und Landesbank. Nach 1945 erfolgte eine Angliederung an die Staatsbank der Tschechoslowakei und 1992 ihre Privatisierung. Als Teil der italienischen Finanzgruppe Unicredit fusionierte die Bank im Jahr 2007 mit anderen tschechischen Kreditunternehmen zur UniCredit Bank ČR.

## Königreich Böhmen
Die Živnostenská banka pro Čechy a Moravu v Praze (deutsch Gewerbebank für Böhmen und Mähren in Prag) wurde 1868 von tschechischen Nationalisten als Aktiengesellschaft gegründet. Das Unternehmen diente von Anbeginn politischen Zwecken. Ziel war es, tschechische Betriebe in dem von Deutschböhmen und Deutschmährern dominierten Wirtschaftssystem im Königreich Böhmen sowie in der Markgrafschaft Mähren zu fördern. Die Živnobanka war die erste Bank in Österreich-Ungarn, die von tschechischen Aktionären getragen wurde. Im Vorstand waren ausschließlich Politiker vertreten, wie František Ladislav Rieger, Ferdinand Urbánek oder Jan Stanislav Skrejšovský.
Zu dieser Zeit entwickelte sich Böhmen zum führenden Industrieland innerhalb der Donaumonarchie. Im Rahmen sogenannter nationaler Selbsthilfe-Programme gewährte die ŽB tschechischen Kleinunternehmern großzügige Kredite, die damit in ihre Abhängigkeit gerieten. Nach Eigenangaben des Bankvorstandes sollte sichergestellt werden, „dass der Profit der tschechischen Arbeit in tschechischer Hand verblieb.“ Im Jahr 1910 erwarb die Bank einen Minderheitsanteil an der Srpska kreditna banka (Serbische Kreditbank) in Belgrad.
Zu Beginn des Ersten Weltkriegs verfügte die Živnobanka in Böhmen und Mähren über elf Filialen sowie Niederlassungen in Wien, Krakau, Lemberg und Triest mit insgesamt 1068 Beschäftigten. In Prag zählte sie mit zu den größten tschechischen Aktiengesellschaften. Im Vergleich zu den deutschböhmischen Finanzinstituten blieb der Geschäftsumfang der Živnostenská banka jedoch bis zum Jahr 1918 irrelevant. Sie besaß aber auf Basis ihrer Geschäftspolitik bei Kriegsende bereits eine enorme nationale Bedeutung.

## Erste Tschechoslowakische Republik
Der ökonomische Aufstieg der Bank begann unmittelbar nach der Tschechoslowakischen Unabhängigkeitserklärung. Dieser im Jahr 1918 gegründete Vielvölkerstaat konnte aus dem industriellen Nachlass der Doppelmonarchie die beste Erbschaft erzielen: Zwischen 50 und 70 % der österreich-ungarischen Industrie, der Land- und Forstwirtschaft, des Bergbaus, der Glas-, Porzellan-, Textil-, Chemie-, Maschinen-, Papier- und Möbelunternehmen, Zuckerfabriken, Bierbrauereien sowie zahlreiche andere Gewerbezweige waren in Böhmen und Mähren angesiedelt. Diese Unternehmen befanden sich jedoch zu großen Teilen bis 1945 unverändert im Besitz von Sudetendeutschen, was die Regierung in Prag zwischen 1918 und 1938 zu ändern versuchte.
Nach Gründung der Tschechoslowakischen Republik (ČSR) wuchs die Živnostenská banka enorm. Sie spielte als Schlüsselbank eine entscheidende Rolle des neuen Staates. Innerhalb kürzester Zeit entwickelte sich die Živnobanka zum größten Finanzinstitut des Landes. Der tschechoslowakische Staat erwarb etwa 40 % des Aktienkapitals und gewann damit einen maßgeblichen Einfluss auf die Geschäftspolitik des Unternehmens. Die Bank war eng mit der Tschechoslowakischen National-Sozialistischen Volkspartei verbunden und gab die erste tschechoslowakische Staatsanleihe heraus, die sogenannte Freiheitsanleihe. Bis zur Gründung der Tschechoslowakischen Nationalbank im Jahr 1925 übernahm die Živnobanka faktisch die Funktion einer Zentralbank und blieb auch in der Folgezeit ein wichtiger Faktor bei der Steuerung der Staatsfinanzen.
Außer ihrer exponierten Stellung in der Kreditwirtschaft des Landes spielte die Bank wegen des Engagements ihrer Direktoren, vor allem des Vorstandsvorsitzenden Jaroslav Preiss (* 1870; † 1946), in der Politik eine maßgebliche Rolle. Die Živnobanka war ein wichtiges Instrument der Tschechoslowakisierung. Erklärtes Ziel der Regierung war es, insbesondere die in der ČSR lebende deutsche Minderheit aus der tschechoslowakischen Wirtschaft und Verwaltung zu verdrängen. Innerhalb der Bank gab es ein Konsortium für staatliche Kreditoperationen, dessen Arbeit Alois Rašín als „Dienst an der Nation“ bezeichnete.
Die Expansion der Živnobanka wurde durch ein Nostrifizierungsgesetz unterstützt, wodurch Aktionäre von Unternehmen im Gebiet des neuen Staates gezwungen waren, ihren Hauptsitz in die ČSR zu verlegen. Zudem kaufte die ŽB große Aktienpakete von Industrieunternehmen, deren Mehrheitsanteile sich vormals im Besitz deutscher und österreichischer Aktionäre befanden.
Auf dieser Basis entwickelte sich die ŽB zum Mittelpunkt eines riesigen Industriekomplexes. Das Wirtschaftsimperium der Bank umfasste zeitweilig 200 Unternehmen. Besonders stark war ihr Einfluss in der Schwerindustrie. Unter anderem besaß sie die Majorität am Schwermaschinenkonzern Českomoravská-Kolben-Daněk (ČKD), an der Poldi-Hütte, der Berg- und Hüttenwerksgesellschaft Prag, der Ringhoffer-Tatra-Werke AG – überwiegend alles Industrieunternehmen, an denen ursprünglich Wiener Großbanken die Aktienmehrheit besaßen. Aber auch in der Lebensmittel-, Textil- und chemischen Industrie war sie über Kapitalbeteiligungen entscheidend präsent.
Bis 1934/35 entfaltete sich die Tschechoslowakei zum größten Waffenexporteur der Welt. Ganze Divisionen waren im Spanischen Bürgerkrieg mit tschechoslowakischen Waffen ausgerüstet. Die Transaktionen wickelte die Živnobanka ab. Bestehende Waffenembargos spielten keine Rolle. Geliefert wurde auf alle möglichen Kontinente. Hauptabnehmer waren jedoch südosteuropäische Länder und die Sowjetunion. Zur Unterstützung des Exports von Waffen in die Sowjetunion stellte die ŽB sogar zusätzliche Darlehen zur Verfügung, im Jahr 1936 beispielsweise 275 Millionen Kronen. Ferner gewährte die Bank vor Auslieferung der Waffen Rüstungsbetrieben wie den Škoda-Werken oder ČKD zur Vorfinanzierung ihrer Produktion hohe Kredite.
Ihre Geschäftsaktivitäten konzentrierte die Živnobanka auf national-tschechische Unternehmen, während sie im nahezu ausschließlich von Deutschböhmen bewohnten Sudetenland weniger aktiv war. Nur vier ihrer insgesamt 24 Filialen befanden sich hier, der Rest verteilte sich über andere Landesteile. Darüber hinaus unterhielt die Bank eine Filiale in Wien und eine in London. Die Verwaltungsorgane der ŽB waren fast nur mit tschechischsprachigen Personen besetzt.
Um eine Abkoppelung der sudetendeutschen von der tschechoslowakischen Wirtschaft zu verhindern, erwarb die Živnobanka ab Mitte der 1930er Jahre massiv Aktienbeteiligungen an Unternehmen in Nordböhmen. Der wachsende Einfluss der Živnostenská banka rief infolge der ohnehin schon angespannten und aufgeheizten politischen Lage auch Diskussionen seitens der sogenannten Entente-Investoren hervor. Unter anderem übernahm die ŽB im Juli 1938, noch drei Monate vor dem Münchner Abkommen, für 300 Millionen Kronen die Mehrheitsanteile der Prager Petscheks an der Nordböhmischen Kohlenwerke AG und der Brüxer Kohlen-Bergbau-Gesellschaft, damals die größten Montanwerke der Tschechoslowakei, sowie im Dezember 1938 das Bankhaus Petschek & Co. in Prag, Zeitungsberichten zufolge für 1 Milliarde Kronen.
Die Transaktionen führte Jaroslav Preiss in enger Absprache mit dem tschechoslowakischen Staatspräsidenten Tomáš Masaryk durch. Dieser bezeichnete Preiss wörtlich als „größten Finanzfachmann der Welt“ und ernannte ihn zu seinem persönlichen Bankier sowie Berater in finanziellen Angelegenheiten. Auf Wunsch von Masaryk sollte Preiss im Jahr 1932 Finanzminister werden. Allerdings stellte Preiss die Bedingung, dass er in dieser Funktion Entscheidungen ohne Zustimmung des Parlaments treffen könne. Da dies nicht erfüllbar war, trat er der Regierung nie bei. Rechtsliberale Kreise der ČSR sahen Preiss unverändert als „Kapitän der tschechoslowakischen Industrie“ an. Für politisch linke Gruppen war er der „Hai vom Pulvertor“. Ab dem Jahr 1934 traf sich Preiss in Deutschland wiederholt mit Hjalmar Schacht. Zum Missfallen von Masaryk bewunderte er die deutsche Wirtschaft und äußerte über Adolf Hitler gewisse Anerkennungsworte.

## Protektorat Böhmen und Mähren
Nach der Zerschlagung der Rest-Tschechei waren die deutschen Behörden sich der Symbolkraft der Živnostenská banka bewusst. Obwohl die Bank offiziell als national-tschechisches Kreditinstitut betrachtet wurde, blieb sie nach der Errichtung des Protektorats Böhmen und Mähren neben mehreren anderen tschechischen Banken eigenständig bestehen. Das heißt, die Živnobanka kollaborierte wie viele andere tschechische Unternehmen auf voller Linie mit der Besatzungsmacht und ließ sich ab September 1939 vollständig in die deutsche Kriegswirtschaft integrieren.
Bereits nach dem Anschluss Österreichs verkaufte Jaroslav Preiss im Mai 1938 die Wiener Geschäftsstelle der ŽB gewinnbringend an die Dresdner Bank. Diese übernahm auch nach dem Münchner Abkommen im September 1938 die Filialen der Živnobanka in Reichenberg, Aussig, Karlsbad und Teplitz. Die Übernahme dieser vier defizitären Filialen erfolgte ebenfalls nach langwierigen Verkaufsverhandlungen und war für die Dresdner Bank mit Verlusten verbunden, da sich das Geschäft der Živnostenská banka ausschließlich auf tschechische Kunden konzentriere, die im Sudetenland kaum vertreten waren.
Im Jahr 1941 wurde in der Nähe des Prager Pulverturms die neue Hauptverwaltung der ŽB fertiggestellt. In dem neoklassizistischen Gebäude befindet sich heute der Hauptsitz der Tschechischen Nationalbank. Von 1938 bis 1942 leitete unverändert Jaroslav Preiss die Bank. Erst im Februar 1942 trat er im Alter von 72 Jahren zurück. Den Vorstandsvorsitz übernahm Vojtěch Mastný, ein ehemaliger tschechoslowakischer Botschafter in Berlin, dessen Vater im Jahr 1868 ein Gründungsmitglied der Živnostenská banka war. Allerdings wurde zeitgleich Karl Hartmann, ein Vertrauensmann von Walter Bertsch mit in den Vorstand der Bank berufen.
Mitte 1943 übernahm die Živnobanka die Tschechische Industriebank (Českou průmyslovou bankou). Um 1941 besaß die Živnostenská banka die Majorität an 102 tschechischen Aktiengesellschaften. Nach dem Zusammenschluss mit der Tschechischen Industriebank kontrollierte die ŽB 120 Unternehmen. Die Bank verfügte im Jahr 1943 über ein Aktienkapital in Höhe von 1,8 Milliarden Kronen, was 18,6 % des Gesamtkapitals aller Aktiengesellschaften im Protektorat Böhmen und Mähren entsprach.
Nach dem Zweiten Weltkrieg wurde Jaroslav Preiss als Staatsfeind im berüchtigten Gefängnis Pankrác inhaftiert, wo er laut Angaben von Mithäftlingen im Frühjahr 1946 in einer Zelle verstarb. Offiziellen Quellen zufolge verschied er zwei Tage nach seiner Entlassung am 29. April 1946.

## Zweite Tschechoslowakische Republik
Im Mai 1945 existierten auf dem Gebiet der Tschechoslowakei 14 Geschäftsbanken mit mehr als 300 Filialen. Dazu kamen ein Netzwerk von 600 Sparkassen sowie 300 Bausparkassen und 4.300 Landwirtschaftliche Genossenschaftsbanken. Auf Grundlage des Beneš-Dekrets Nr. 102/45 erfolgte am 28. März 1946 die Verstaatlichung aller tschechoslowakischen Kreditinstitute. Das betraf auch die Živnostenská banka, deren Aktionäre enteignet wurden. Im Jahr 1948 wurde die Pražská úvěrní banka (Prager Creditbank), die frühere Anglo-Tschechoslowakische Bank, der ŽB angegliedert und deren New Yorker Filiale im Jahr 1949 geschlossen.
Bis zum Jahr 1950 bestand die Živnobanka als eigenständige Bank mit starken gesetzlichen Restriktionen weiter. Am 1. April 1950 gliederte die tschechoslowakische Regierung die ŽB in die neu gegründete Státní banka československá (Staatsbank der Tschechoslowakei) ein und liquidierte einseitig sämtliche Forderungen und Verbindlichkeiten der Živnobanka im In- und Ausland. Aus dieser faktischen Beendigung der Geschäftstätigkeit der ŽB entwickelte sich für die Tschechoslowakei ein gefährlicher und jahrelanger internationaler Rechtsstreit. Allen voran US-amerikanische Kunden und Investoren erhoben Ansprüche und forderten die Erfüllung finanzieller Verpflichtungen gegenüber der Bank.
Erst nachdem ein Gericht in New York entschied, das Vermögen der ŽB sowie Vermögenswerte der tschechoslowakischen Staatsbank in den USA zu blockieren, reagierte die Regierung in Prag. Sie beschloss am  1. August 1956 die Wiederinbetriebnahme der Živnostenská banka in ihrer unveränderten Rechtsform, jedoch nunmehr als Finanzinstitut mit besonderem Schwerpunkt auf Bankdienstleistungen für ausländische Privatkunden. Zusätzlich diente die ŽB fortan als tschechoslowakische Bank für den Handel mit den RGW-Staaten.
Des Weiteren übernahm die Živnostenská banka im Jahr 1957 das Inkassogeschäft, die Verwaltung sämtlicher Zahlungsvorgänge sowie die Kontenführung der Tuzex. In diesen Läden konnten tschechoslowakische Staatsbürger mit Tuzex-Schecks Produkte aus dem westlichen Ausland kaufen. Wer Tuzex-Schecks erhalten wollte, musste diese bei der Živnobanka gegen Hartwährung eintauschen. Der tschechoslowakischen Bevölkerung war es verboten, frei konvertierbare Devisen zu besitzen. Lediglich der Besitz von Tuzex-Schecks war für einen befristeten Zeitraum erlaubt.
Mit den Tuzex-Schecks der Živnobanka entstand in der Tschechoslowakei eine Parallelwährung. Der Nennwert der Schecks lag zwischen 0,5 und 100 Tuzex-Kronen (Tkčs). Ihre Gültigkeit betrug zunächst nur drei Monate. Damit wurden die Menschen gezwungen, schnell die Tuzex-Schecks in den Tuzex-Läden auszugeben. Mit Jahresbeginn 1960 wurde die Frist auf sechs Monate verlängert und die Gültigkeit von 0,50, 1 und 5 Tkčs nicht mehr überwacht. Ab dem Jahr 1981 betrug die Gültigkeit für Tuzex-Schecks ab Nennwert 10 Tkčs ein Jahr.
Eine besondere Rolle spielte die Filiale der ŽB in London, die sämtliche Tuzex-Konten der im Ausland lebenden tschechoslowakischen Staatsbürger und die Devisenkonten der im Ausland tätigen Unternehmen der Tschechoslowakei verwaltete. Auch die finanziellen Transaktionen im tschechoslowakischen Tourismusgeschäft mit westlichen Besuchern und Reisegruppen wickelte die Londoner Filiale ab. Die Živnobanka diente faktisch als zentrales Organ der Tschechoslowakischen Nationalbank, da nach britischem Recht die Einrichtung einer Zweigstelle der Staatsbank im Ausland verboten war.
Nach der Niederschlagung der Reformbemühungen im Jahr 1968 (Prager Frühling) verließen zehntausende Menschen die Tschechoslowakei. Viele flohen nach Österreich oder Bayern und überwiesen ihren zurückgebliebenen Verwandten oder Freunden regelmäßig Geldbeträge. Diese Transaktionen liefen ebenfalls über die Londoner Filiale ab und waren nicht billig. Der zurückgebliebene Verwandte oder Freund musste bei der Živnobanka in der Tschechoslowakei ein Tuzex-Konto eröffnen, der im Ausland lebende Familienangehörige oder Freund zahlte die zu überweisende Summe in Hartwährung bei seiner Bank beispielsweise in Deutschland oder Österreich ein, die den Betrag dann der ŽB in London überwies, und der Verwandte oder Freund in der Tschechoslowakei erhielt den Betrag in Tuzex-Schecks ausgezahlt. Ende der 1980er Jahre unterhielt die Živnostenská banka 120.000 Tuzex-Konten.
Mittels Akkreditiven und dem Geld ihrer Kunden spekulierte die Živnobanka aktiv an der Londoner Börse und legte Devisen nachweislich zumindest in Form von Tages- und Termingeld an. Ab dem Jahr 1970 erzielte die Živnostenská banka mit all ihren Geschäften jährlich einen Gewinn in Höhe von durchschnittlich 17,5 Millionen Kronen. Im Zusammenhang mit den Tuzex-Konten gab sie im Jahr 1988 die ersten Zahlungskarten in der Tschechoslowakei heraus, die für bargeldlose Bezahlung in Tuzex-Läden verwendet werden konnten.

## Tschechische Republik
Während der kurzlebigen Tschechischen und Slowakischen Föderativen Republik erweiterte die ŽB ihre Aktivitäten im Private Banking, im Corporate Lending und im Investment Banking. Die Živnobanka war jedoch immer ein politisches und ab 1918 halbstaatliches Unternehmen gewesen, dass unter marktwirtschaftlichen Bedingungen seine privilegierte Stellung verlor. In der Folgezeit konnte die ŽB weder das Niveau der Jahre 1945 bis 1950, geschweige der Jahre 1918 bis 1945 erreichen. Noch vor der Bildung der beiden neuen Staaten Tschechien und Slowakei wurde die Živnostenská banka im Februar 1992 in eine Aktiengesellschaft umgewandelt und privatisiert.
Gleichzeitig erfolgte eine Kapitalerhöhung auf 707 Millionen Tschechische Kronen, die zu 52 % von ausländischen Investoren aufgebracht wurden. Die deutsche BHF-Bank übernahm 40 % des Kapitals, die IFC 12 %, die verbleibenden 48 % gingen an private tschechische Investoren und Investmentfonds. Bis November 1997 erlangte die BHF-Bank eine Aktienmehrheit von 46,9 % an der Živnobanka. Zum 1. Januar 1998 verkaufte die BHF-Bank ihre Anteile vollständig an die Bankgesellschaft Berlin AG.
Im Jahr 2000 erhöhte die Bankgesellschaft Berlin AG ihre Aktienanteile an der ŽB auf 85 % und verkaufte diese zum 11. Februar 2003 komplett an die UniCredit Group. Am 30. Juni 2003 schloss die Bank ihre Geschäftsstelle in Bratislava (Slowakei). 2005 kaufte die UniCredit Group die deutsche HypoVereinsbank (HVB), die ebenfalls in der Tschechischen Republik tätig war. Am 5. November 2007 schloss die UniCredit Group ihre tschechische Niederlassung der HVB mit der ŽB zur UniCredit Bank ČR zusammen. Damit endete die 139-jährige Geschichte der Živnostenská banka.